# Fonds russe de la Bibliothèque de Toulouse

Façade de la Bibliothèque d’Étude et du Patrimoine conçue par l'architecte Jean Montariol en 1935.

Le Fonds russe de la Bibliothèque de Toulouse est conservé à la Bibliothèque d’étude et du patrimoine. Il comprend environ 1 500 ouvrages, dont 800 éditions antérieures à la Révolution russe de 1917, le reste ayant été acheté ou légué depuis les années 1950. Il est composé de plusieurs entités issues de diverses donations.
La présence de ce fonds spécifique est attestée par un courrier adressé à la mairie le 15 juin 1917. Décimée par le départ au front de nombreux hommes et le retour des exilés politiques qui suit la Révolution de Février, la colonie russe de Toulouse est en effet contrainte de cesser ses activités et propose ses livres en dépôt à la Bibliothèque, qui en deviendra définitivement propriétaire cinq ans plus tard. 

## Historique et composantes du Fonds

### La société russe de Toulouse (1909-1917)

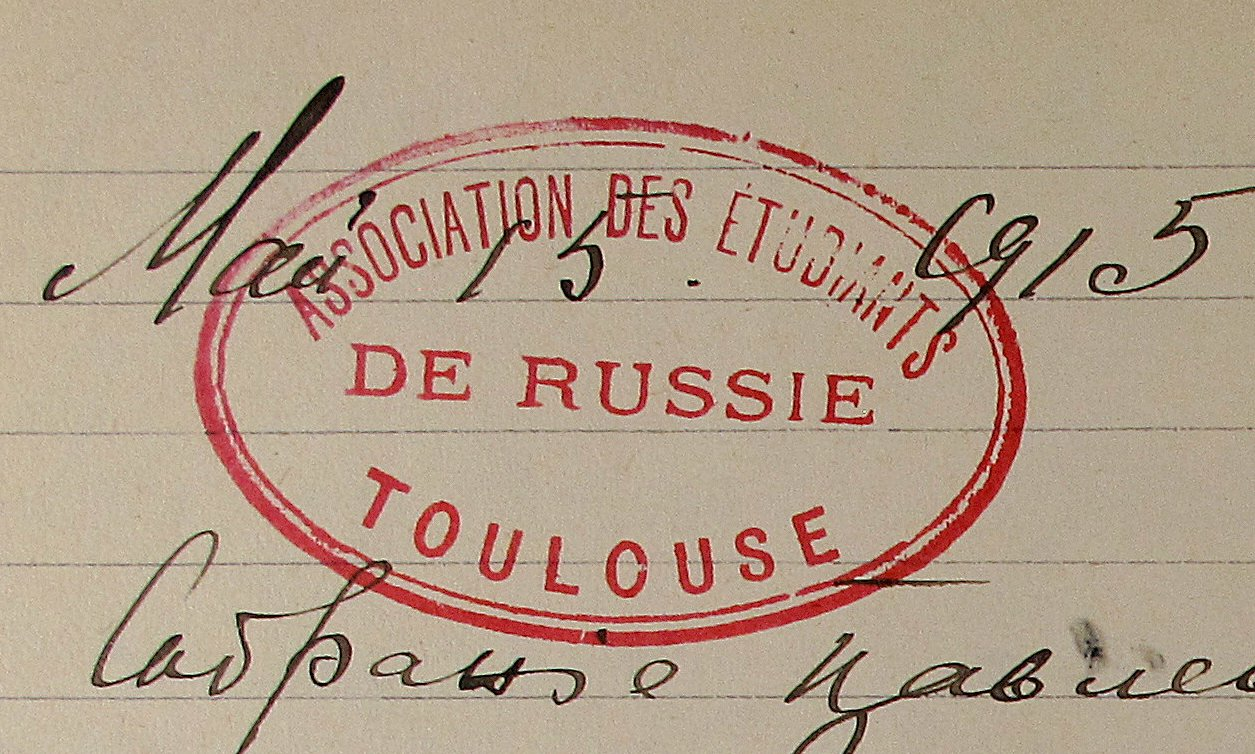
Tampon de l'association russe de Toulouse (1915).

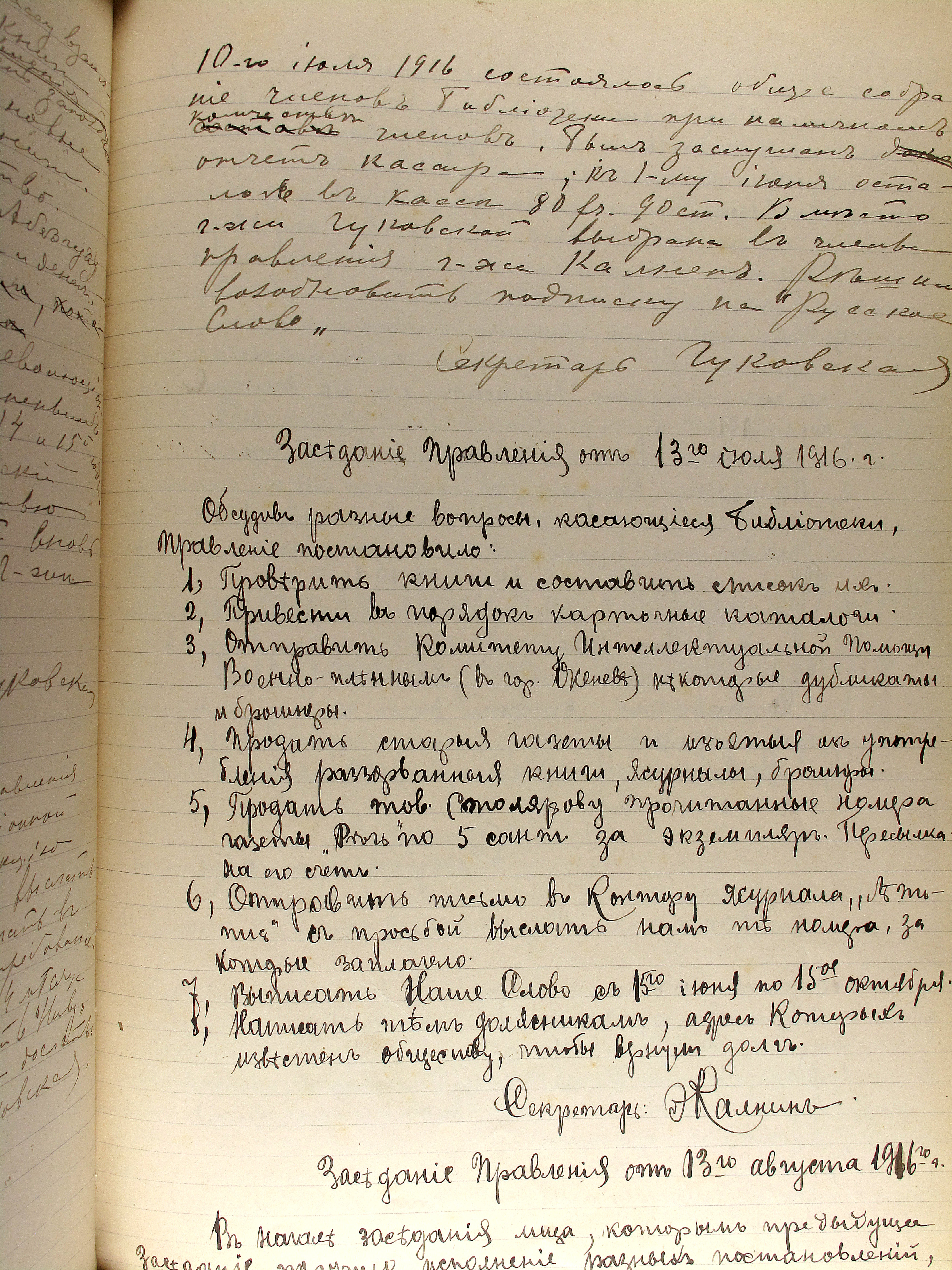
Délibération de la Société russe de Toulouse (1916).

Au début du XXe siècle, Toulouse compte une importante colonie d'étudiants étrangers dont un grand nombre de Russes, recensés par le Bulletin de l'Université de Toulouse en 1912. Elle comprend 267 étudiants dont 8 en droit, 25 en médecine, 210 en sciences et 24 en lettres. L'année suivante, ce même bulletin précise : « La nationalité russe l'emporte de plus en plus avec 356 étudiants : 8 en droit, 35 en médecine dont 24 femmes, 299 en sciences... »
D'après les registres conservés à la Bibliothèque municipale, une association d'étudiants voit le jour en 1909. Sous le nom de Société des Russes de Toulouse (Общество русских в г. Тулузе), elle dispose d'une caisse de secours mutuel, d'une bibliothèque, d'un club ainsi qu'un bureau d'information. 

#### La Bibliothèque Tolstoï (1910-1917)

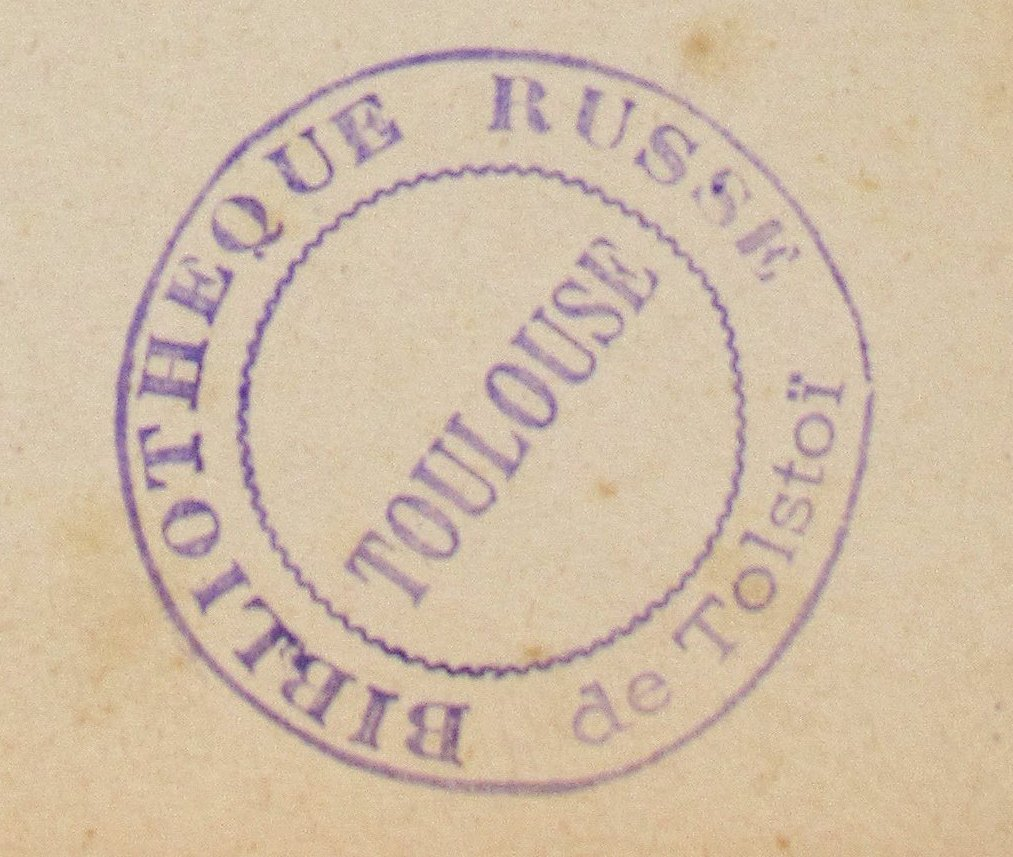
Tampon de la Bibliothèque russe de Toulouse.

Le registre des délibérations de la Société russe de Toulouse fait état de la création d'une bibliothèque de lecture en 1910 sous le nom de "Bibliothèque Tolstoï". Elle siège à Toulouse dans le quartier Saint-Étienne et ouvre plusieurs soirs par semaine. L'usage de cette bibliothèque associative est réservé aux membres qui s'acquittent d'une cotisation mensuelle. 
En mai 1917, à la suite du départ de nombreux Russes, la société procède à la liquidation de la Bibliothèque Tolstoï en proposant les livres en dépôt à la Bibliothèque municipale. Elle précise au maire que les livres seront déposés à la bibliothèque pour une durée de 5 ans. Ils seront empruntables par les lecteurs. Passé ce délai, si les livres ne sont pas réclamés par au moins quinze membres de la colonie russe, ils deviendront propriété de la ville. Personne n'étant revenu réclamer les livres, le Fonds russe est devenu un morceau du patrimoine toulousain.

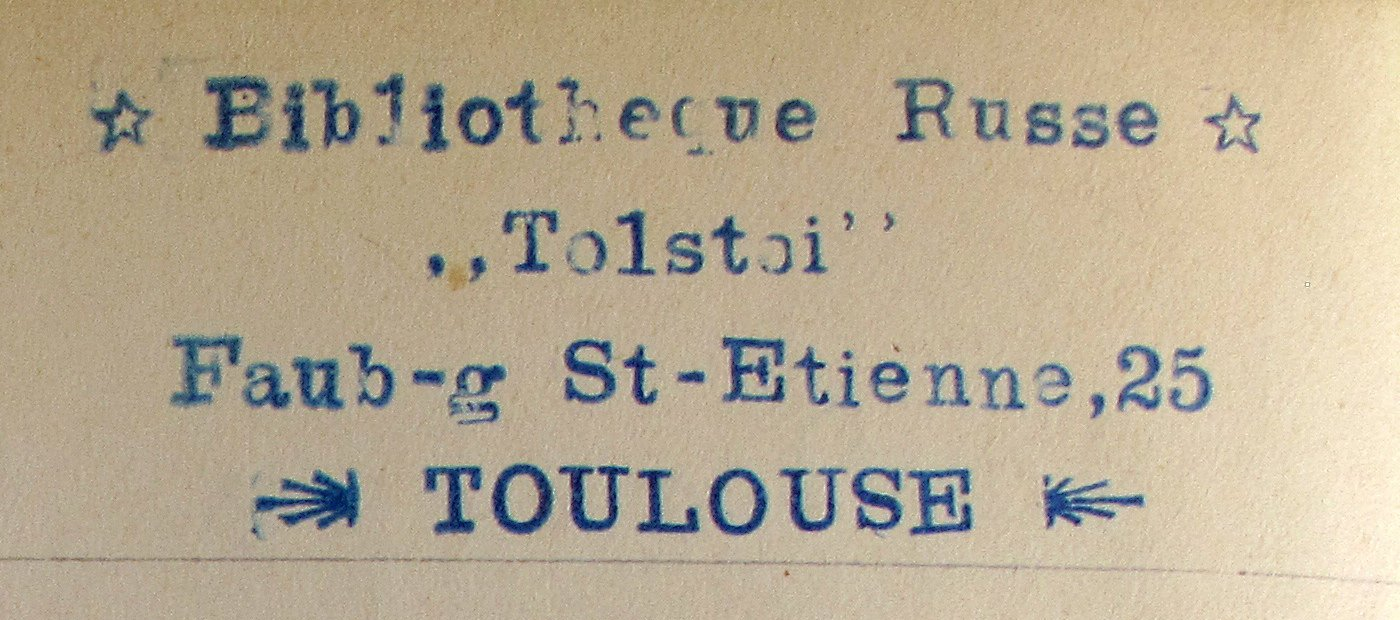
Tampon de la Bibliothèque russe de Toulouse

### Le fonds de l'Académie des Sciences
Fondée en 1640, l'Académie des sciences, inscriptions et belles-lettres de Toulouse constitue, par dons et échanges avec les sociétés savantes françaises et étrangères, une collection de 50 000 volumes. En 1962, les échanges sont transférés à la Bibliothèque de Toulouse, qui conserve ainsi une trentaine de volumes des publications de l'Académie Impériale des Sciences de Saint-Pétersbourg depuis 1873, en russe, français et allemand.

### Le fonds Schmurlo
Cette composante constituée de 120 pièces est la plus mystérieuse du fonds. On y trouve des ouvrages et coupures de presse, sur les relations diplomatiques entre Lénine, les bolchéviques et le Vatican jusqu'aux années 1930, provenant de la collection d'un historien spécialisé dans cette thématique, exilé à Prague en 1920 et férocement anti-bolchévique. Elles ont été données par le fils d'Evguéni Schmurlo, médecin militaire en 1935.

## Intérêt du Fonds russe

### Ex-librisde bibliothèques étrangères

#### Bibliothèque du Parti Bolchévik

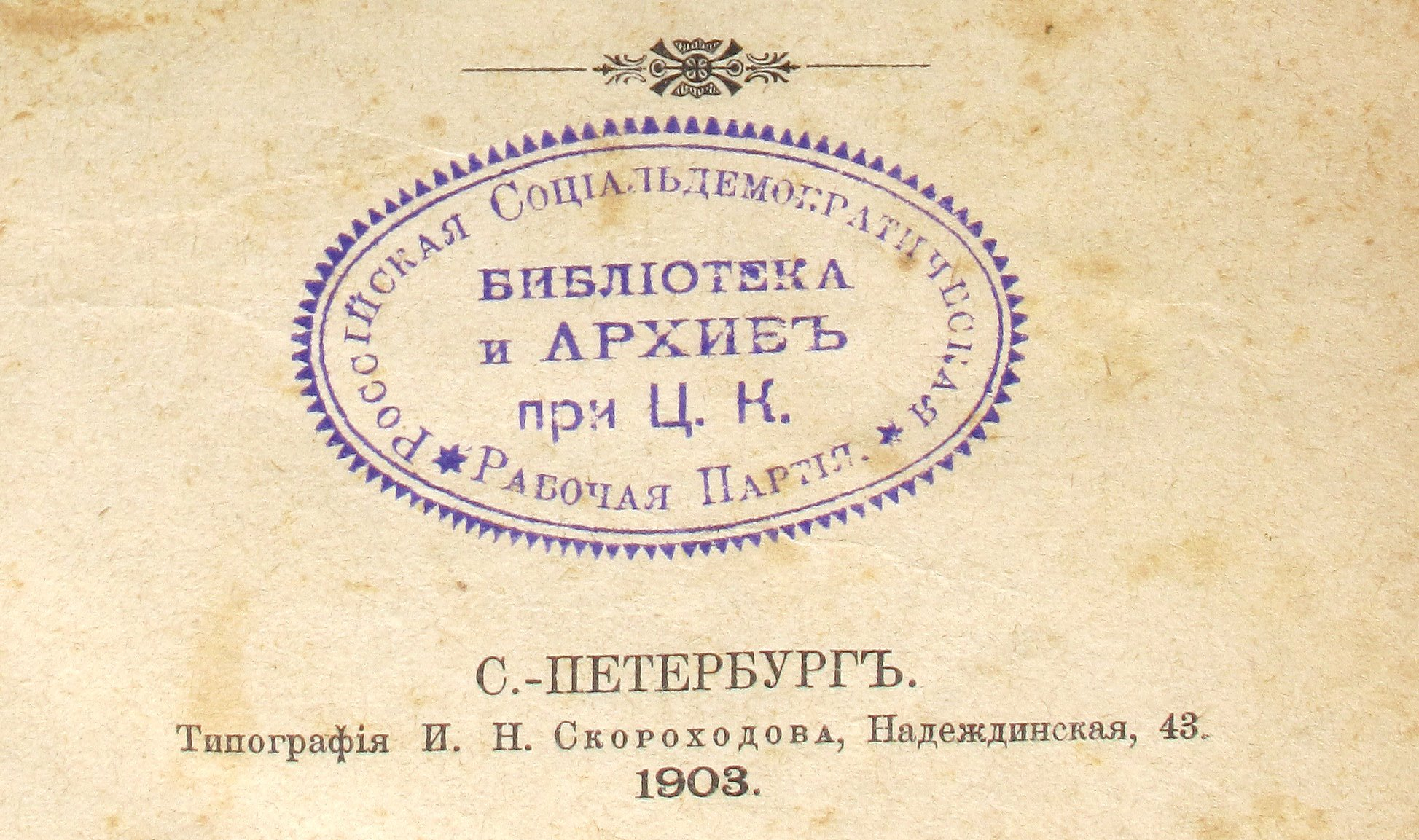
Ouvrage de la Bibliothèque Tolstoï portant l'ex-lirbis du Parti bolchévik

Parmi les ouvrages de la fin du XIXe-début du XXe siècle légués par la Société russe de Toulouse, une vingtaine d'exemplaires porte le tampon de la Bibliothèque-archives du Parti ouvrier social-démocrate de Russie (Российская Социал-демократическая Рабочая Партия - Библиотека и Архив), qui existait à Genève entre 1904 et 1905 (elle avait pignon sur rue au 93, rue de Carouge).
Fondée à l'initiative de Lénine lors de son exil en Suisse, la bibliothèque du POSDR ouvre au public le 29 janvier 1904. On y trouve 118 titres de journaux en 16 langues différentes. Grâce à des dons, le fonds de la bibliothèque du Parti s'accroît très rapidement : de 3750 titres en 1914, elle passe à 9520 en septembre 1905. On y trouve toute la littérature du parti (notamment les journaux L’Étincelle, En avant !, Les prolétaires), des éditions interdites en Russie...
De retour en Russie en 1905, Lénine envoie à Genève ses archives personnelles et sa bibliothèque. Mais la première révolution russe aura raison de l'activité de la bibliothèque genevoise, qui perd sa raison d'être à la suite du départ de nombreux révolutionnaires et ferme ses portes en janvier 1906. 
Une partie des livres et les archives sont envoyées à Stockholm où elles seront conservées dans la Maison du peuple jusqu'en 1912. On ignore ce qu'il en adviendra par la suite. L'autre partie sera confiée à la bibliothèque russe de Koukline et envoyée à Paris en 1910 par le révolutionnaire Viatcheslav Karpinski (ru). Elle sera conservée secrètement à la bibliothèque Tourgunev à Paris. En 1940, les autorités allemandes transfèrent la Bibliothèque Tourguenev à Berlin, qui sera récupérée par les troupes soviétiques en 1945 et transférée à Moscou à l'Institut du marxisme-léninisme.

#### Autres mouvements révolutionnaires
Le Fonds russe de la Bibliothèque de Toulouse contient également quelques ouvrages portant les tampons du mouvement des communistes-anarchistes "Solidarnost", ainsi que d'une antenne parisienne du Parti socialiste-révolutionnaire (SR).

### Publications russes à l'étranger
On trouve, dans la partie la plus ancienne du fonds, de nombreuses éditions faites à l'étranger. 19 viennent d'Allemagne (Berlin et Munich), 15 de Paris, 2 de Nice, 12 de Suisse (dont 10 de Genève), surtout pour les œuvres d'Alexandre Herzen, et deux de Davos. Trois proviennent de Londres, qui correspondent à des textes anarchistes.